# Combee Settlement
Combee Settlement är en ort (CDP) i Polk County, i delstaten Florida, USA. Enligt United States Census Bureau har orten en folkmängd på 5 577 invånare (2010) och en landarea på 5,3 km².